# Histoire du droit d'auteur
L’histoire du droit d'auteur (et du copyright) doit son émergence à deux éléments étroitement liés, d'une part, l'amélioration des techniques de reproduction des écrits, et d'autre part, la constitution de la notion même d'auteur et de l'unité fondamentale de l'auteur et de l'œuvre.

## Genèse du droit moral
Le plus ancien différend connu sur la propriété d'une copie d'un texte opposa, vers 560, Saint Colomban d'Iona et Saint Finnian. Colomba aurait secrètement copié un psautier appartenant à Finnian. Finnian, découvrant la copie, aurait alors contesté à Colomba le droit de l'emporter sur base de l'argument selon lequel « une copie faite sans permission devait appartenir au maître de l'œuvre originale, vu que le livre transcrit est le fils du livre original ». La question fut tranchée par le haut roi d'Irlande, Diarmait mac Cerbaill, en vertu du principe à chaque vache son veau (p. 127), au grand dam de Colomba (p. 128).
L'anecdote ne dit pas si Finnian était l'auteur du livre copié.
- Si c'est le cas, Finnian défend bien un droit qui n'existe pas encore : le droit de reproduction.
- Dans la négative, Finnian jalouse simplement un texte qu'il a peut-être acquis à grands frais. D'ailleurs, l'argument juridique qu'il emploie est un principe du droit des biens, hérité du droit romain qui dit que le propriétaire d'un bien est naturellement propriétaire des fruits produits par cette chose : la propriété d'un arbre entraîne la propriété sur ses fruits. Finnian défend l'idée — discutable — que la copie est le fruit de l'original en tant que produit par lui. Dans cette hypothèse donc, l'anecdote soulève des questions intéressantes au regard de l'histoire du droit d'auteur, mais n'en relève pas vraiment. Elle ne fait qu'annoncer, et peut-être confirmer dans l'esprit de celui qui la rapporte la confusion qui existera, en particulier au XIXe siècle, entre propriété intellectuelle et propriété matérielle.

## Histoire du droit patrimonial

### Avant leXVIIIesiècle
Avant le XVIIIe siècle, l'essentiel de la création artistique reposait soit sur les ressources propres des auteurs (comme Montaigne) ou sur
un système de mécénat. Parmi les arts, seul l'écrit était soumis à la possibilité de reproduction en nombre depuis l'invention de l'imprimerie. Pour un auteur, être imprimé et diffusé représentait donc un honneur, et accroissait la notoriété, ce qui lui permettait d'obtenir de meilleurs patronages, en sus de la reconnaissance de ses pairs. Le prix du livre représentait ainsi le travail de l'imprimeur, l'auteur n'ayant pas ou peu d'intérêt financier direct dans le commerce de ses œuvres.
Les origines de la part patrimoniale du droit d'auteur est généralement reliée à la pratique des monarques européens d'attribuer des patentes, qui conféraient arbitrairement au bénéficiaire un monopole sur une activité économique spécifiée dans la patente. De tels monopoles furent ainsi accordés ponctuellement à des auteurs et à des imprimeurs avant le XVIIIe siècle pour des ouvrages particuliers.
En Grande-Bretagne, cette pratique culmina avec le Licensing Act de 1662, qui conférait le monopole de l'édition anglaise à la Worshipful Company of Stationers and Newspaper Makers de Londres, sous couvert d'organisation de la censure des textes hérétiques et séditieux. En pratique, la compagnie regroupait un nombre important d'éditeurs, qui avaient conçu un système interne de droits, rendu général par le monopole. La Glorieuse Révolution, hostile aux monopoles, abolit ce système, laissant les éditeurs de Londres en concurrence avec les éditeurs basés dans d'autres parties du Royaume, qui produisaient des livres à plus bas coût.

### Le tournant décisif duXVIIIesiècle

#### Royaume-Uni: duStatute of AnneàDonaldson v. Beckett
Avec le retour de la monarchie, la guilde des éditeurs-imprimeurs de Londres obtinrent le Statute of Anne (1709, appliqué à compter du 10 avril 1710), première loi véritablement fondatrice du droit patrimonial sur les œuvres artistiques. Le Statute of Anne donne à l'auteur d'ouvrages déjà édités le droit exclusif de les imprimer à nouveau pour une durée de vingt et un ans. Pour les nouveaux ouvrages, les auteurs disposaient d'un droit exclusif de 14 ans, avec possibilité de renouvellement une fois. Cette loi donnait ainsi un privilège aux éditeurs-imprimeurs et libraires dont les livres publiés à Londres subissaient des contrefaçons dans les grandes capitales européennes (Bruxelles, Amsterdam, Paris) alors que les auteurs comme Voltaire voyaient dans ces contrefaçons un accroissement de leur notoriété.
La grande nouveauté de cette législation réside dans la décision de donner à l'auteur, et non à l'éditeur, le droit exclusif d'impression de sa création. Cette décision reflète d'une part l'arrivée dans le débat des auteurs eux-mêmes, et surtout l'utilisation de l'intérêt de l'auteur et de la création par les éditeurs. Ces derniers restent en effet les principaux promoteurs d'une législation restrictive pour le droit d'auteur.
À la suite du Statute of Anne, la question demeurait de savoir ce que devenaient les ouvrages après expiration du droit exclusif. Les éditeurs londoniens, fédérés en cartel défendirent l'idée qu'il existait, antérieurement au Statute of Anne, un droit coutumier conférant au titulaire des droits, en l'occurrence l'éditeur qui les achetait à l'auteur, un droit de publication exclusif et perpétuel. Cette interprétation du droit coutumier fut confirmé par une cour anglaise en 1769 par la décision Millar v. Taylor. Cependant, une décision d'une cour anglaise n'était pas opposable aux éditeurs installés dans d'autres parties du royaume, en particulier l'Écosse, où se développait une industrie d'édition de textes non couverts par le Statute of Anne.
Les éditeurs londoniens s'attaquèrent à cette industrie en 1774 dans le cadre du cas Donaldson v. Beckett, portée devant la Chambre des lords, plus haute autorité juridique du royaume. L'affaire reprenait l'œuvre même qui avait servi de fondement à Millar v. Taylor. Emmenés par Lord Camden, les Lords rejetèrent l'idée d'un droit perpétuel fondé dans le droit coutumier. Cette décision est fondamentale dans la conception anglo-saxonne du droit d'auteur. En rejetant le fondement du droit d'auteur dans le droit coutumier, les Lords affirmèrent que le droit d'auteur n'était pas un droit naturel, mais constituait un simple instrument de politique publique, destiné à favoriser la création et à permettre aux auteurs de tirer des revenus de leur création. Il en découle la différence existant encore entre la notion continentale de droit d'auteur et la notion anglo-saxonne de copyright.

#### Genèse du droit d'auteur sur le continent
Au cours du XVIIIe siècle, plusieurs pays prirent des mesures visant à permettre aux auteurs de contrôler la publication de leurs écrits. Parmi les pays précurseurs, on compte ainsi la Norvège et le Danemark (1741), puis l'Espagne (1762).
En France comme dans la plupart des autres pays, les imprimeurs-libraires-éditeurs disposaient de fait de droits de propriété sur les textes qu'ils avaient achetés à leurs auteurs. L'existence d'un tel droit était favorisée par l'avantage important dont disposait le premier éditeur. Préparer l'édition complète d'un ouvrage demandait en effet un temps tel que généralement, les premières éditions suffisaient à épuiser le marché, ne laissant guère de place à une édition à bas coût. Les améliorations de la technologie de composition et d'impression au début du XVIIIe siècle, ainsi que l'étendue du marché des livres lié à la dissémination de l'écrit à l'ère des Lumières rendit profitable l'entreprise de réédition d'un texte de moindre qualité et à bas prix.
En Europe, les premières demandes célèbres de protection contre la contrefaçon émanent des philosophes des Lumières eux-mêmes.
Lenglet du Fresnoy (1674/1755) lance une souscription pour créer des sociétés de gens de lettres qui imprimeraient eux-mêmes les ouvrages, en prônant la maîtrise de l'auteur sur les rééditions jusqu'au 30 ans suivant son décès. L'idée est ensuite diffusée par Diderot dans la Lettre sur le commerce des livres (1763).
En 1777, Beaumarchais fonde la première société d’auteurs pour promouvoir la reconnaissance de droits au profit des auteurs. Mandaté par cette société d’auteurs, il entre en guerre avec la Comédie-Française : il bloque une répétition de cette troupe qui a le privilège de choisir ses pièces et garde abusivement les 1/9e des recettes qui devaient normalement revenir aux auteurs. Puis, à son instigation, les auteurs refusent de lui livrer des pièces nouvelles. Dans la nuit du 4 août 1789, les révolutionnaires français abolissent l’ensemble des privilèges, puis les lois du 13 et 19 janvier 1791 et du 19 et 24 juillet 1793 accordent aux auteurs le droit exclusif d'autoriser la reproduction de leurs œuvres pendant toute leur vie puis aux héritiers pendant une durée de cinq ans. À l’issue de ce délai, l’œuvre entre dans le domaine public.
Dans l'Empire germanique, le morcellement des pays rend l'éventuelle protection légale des auteurs très limitée, et donc leur rémunération aléatoire. Aussi des philosophes tels Kant, Fichte, Klopstock ou Becker souhaitent montrer que cette protection s'appuie sur un travail, et non une faveur de souverain local. Le livre est pour eux un sujet significatif dans l'établissement de ce droit, parce qu'il porte les intérêts de deux types de parties. Comme objet matériel il a un propriétaire, mais comme objet de discours sa propriété reste à l'auteur ; le propriétaire de l'objet matériel ne peut donc le reproduire sans le consentement de l'auteur, philosophiquement parlant. Le livre est à la fois un objet matériel et un discours.

#### Naissance ducopyrightaux États-Unis
La première mesure de copyright aux États-Unis est le Copyright Act de 1790, protégeant les œuvres pour 14 ans, renouvelables une fois si l'auteur était encore en vie à l'expiration de la première période. Soumis à une demande, ce copyright fut en pratique peu exercé, avec 556 titres protégés entre 1790 et 1799 sur 13 000 titres publiés. Cette loi excluait explicitement les ouvrages étrangers du champ de sa protection.

### LeXIXesiècleet l'internationalisation du droit d'auteur

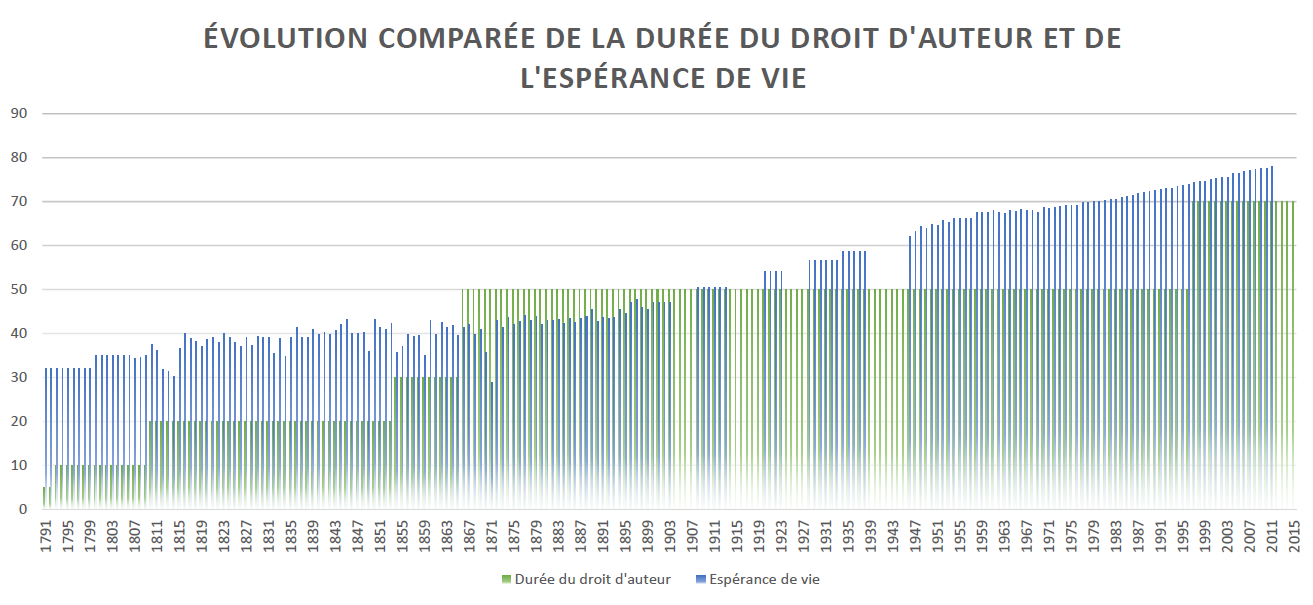
Évolution comparée de la durée du droit d'auteur et de l'espérance de vie

Au début du XIXe siècle, la plupart des pays industrialisés ne disposent pas d'une législation protégeant l'aspect patrimonial du droit d'auteur.
À l'exception du Royaume-Uni où la législation n'est opposable qu'aux éditeurs résidant dans le pays où l'œuvre a été enregistrée. Ainsi, le livre d'un auteur protégé par la loi anglaise pouvait être librement copié et édité aux États-Unis. Toutefois, Arnold Plant fait remarquer que tout au long du XIXe siècle, les auteurs anglais recevaient des éditeurs américains des droits plus élevés que ce qu'ils percevaient sur les ventes au Royaume-Uni. La capacité à épuiser l'essentiel du marché avec la première édition ainsi que la menace d'une guerre des prix suffisait selon lui à décourager la contrefaçon. Ce qui n'est pas le cas en Europe où la contrefaçon se répand, à partir de la Belgique, jusqu'en Russie, en Hollande ou en Afrique du Nord.
En France, Balzac est le premier à attirer l'attention des écrivains sur la nécessité d'instaurer un droit d'auteur. Dans sa Lettre aux écrivains du XIXe siècle du 2 novembre 1834, il les exhorte à régner sur l’Europe par la pensée plutôt que par les armes. « La loi protège la terre; elle protège la maison du prolétaire qui a sué; elle confisque l'ouvrage du poète qui a pensé(…). ».
En 1838, avec notamment Victor Hugo, Alexandre Dumas, Frédéric Soulié et George Sand, il fonde la Société des gens de lettres (actuellement sise en l’hôtel de Massa, rue Saint-Jacques à Paris), association d’auteurs destinée à défendre le droit moral, les intérêts patrimoniaux et juridiques des auteurs de l’écrit. Il en deviendra le président en 1839. Le 2 décembre 1852 la Convention commerciale franco-belge amorce le premier pas vers l'internationalisation du droit d'auteur.

#### La Convention de Berne
La Convention de Berne pour la protection des œuvres littéraires et artistiques (1886) marque un tournant majeur en matière de reconnaissance internationale et d'harmonisation du droit d'auteur. Sur l'initiative de Victor Hugo, la Convention stipule que les États signataires doivent accorder aux détenteurs de droits dans les autres États signataires la même protection que celle accordée à leurs ressortissants pour une durée au moins égale à celle applicable dans le pays d'origine. Après sa fondation en 1886, la convention de Berne a été révisée en 1896, en 1908, en 1928, en 1948, en 1967, et en 1971. Depuis 1908, cette protection ne peut être soumise à l'accomplissement d'une formalité quelconque. Au début, la convention n’a pas donné une durée minimum de protection, mais en 1948, la Convention prévoit une protection de 50 ans à partir du décès de l'auteur, et de 95 ans à partir de la première publication pour les œuvres collectives. Les États contractants sont libres de fixer des protections plus longues.
Bien qu'acceptée dans son principe de réciprocité, la Convention de Berne ne fut initialement signée que par une poignée de pays européens. En particulier, Les États-Unis en particulier n'y ont adhéré qu'en 1989, en maintenant leurs réticences à l'égard de l'automaticité de la protection et de l'inaliénabilité des droits moraux.

### Évolutions du droit d'auteur auXXesiècle
Le droit d'auteur subit d'importantes évolutions au XXe siècle, avec par exemple l'apparition du cinéma, et la remise en cause des circuits de distribution classiques, et en particulier les conséquences de l'apparition d'internet.
Pour ce qui concerne le cinéma, la loi du 11 mars 1957 "La propriété littéraire et artistique" présume le producteur cinématographique cessionnaire des droits d'auteur.
Ce tableau résume les différents titulaires des droits suivant le type d'œuvre:
|                    | Livre                                                   | Cinéma                                              | Disque                                                             |
| ------------------ | ------------------------------------------------------- | --------------------------------------------------- | ------------------------------------------------------------------ |
| Auteurs            | Écrivain Scientifique Traducteur Illustrateur Héritiers | Réalisateur Scénaristes Dialoguistes Héritiers      | Auteur parolier Compositeur Auteur de pochette et livret Héritiers |
| Artiste Interprète | -                                                       | Acteur Doubleur Musiciens Chanteur Héritiers        | Chanteur Musicien Héritiers (droit moral)                          |
| Producteur         | Éditeur                                                 | Producteur cinématographique Producteur audiovisuel | Producteur de disque Éditeur                                       |

La loi de 1985 a retenu pour l'audiovisuel la présomption de cession au profit du producteur sous réserve de respecter le droit moral et la rémunération de l'auteur. Dans la pratique, les auteurs ne cherchent généralement pas à conserver leurs droits et acceptent une rémunération forfaitaire.
À la fin des années 1990, le développement d'internet et de la technologie numérique marque une avancée majeure dans la diffusion des savoirs. Ce développement de l’accès aux NTIC s'accompagne également d’un fort mouvement de remise en question de la légitimité du droit d’auteur. Ce phénomène, encore d’actualité, est lié à l’explosion du téléchargement illégal de contenus (musique, cinéma, logiciels), favorisé par une capacité et une vitesse croissante de connexion à Internet. Cette remise en question du droit d’auteur se trouve également au cœur d’un plus vaste questionnement sur les modèles de régulation des secteurs technologiques et culturels, dont l’essor vient bouleverser les équilibres économiques connus jusque-là.
L'histoire tout à fait particulière d'internet, longtemps un monde à part vis-à-vis des réalités du marché, peut donc expliquer en partie sa logique de gratuité. Il faut sans doute trouver un équilibre entre les revendications des internautes, et les aspirations légitimes des auteurs et producteurs. Des formes de rémunération diversifiées sont envisageables, adaptées aux conditions de création, de production et de diffusion des œuvres.